# جعفرآباد (هوراند)
جعفرآباد یکی از روستاهای استان آذربایجان شرقی است که در دهستان دودانگه شهرستان هوراند واقع شده‌است. این روستا ۵۹ نفر جمعیت دارد.